# 格蕾特·赫蘭·漢森
格蕾特·赫蘭·漢森（1939年2月14日—1999年3月20日）出生於挪威奧斯陸，是一位陶瓷學家，其祖父是著名學洋海家，她畢業於挪威國立藝術學校， 後來加入Alumina瓷器工廠。格蕾特最大的貢獻是將日本傳統的陶瓷技法樂燒引進挪威，因此1998年她獲挪威國王頒贈聖奧拉夫勳章以表揚其成就。